# ワンイレブン
ワンイレブン(OneEleven)は、アメリカ合衆国イリノイ州シカゴ市にある超高層ビル。2014年に完成した。当初は111 W.ワッカー、ウォーターヴュー・タワーと呼ばれていた。

## 概要
111 W.ワッカードライブにある高層ビルである。この住所がそのまま建物名となっている。また、この場所はもともと駐車場であった。
ウォーターヴュー・タワーとして計画されたこのビルは、2005年に建設が始まったが2008年に26階まで達したところで資金繰りが厳しくなり工事が中断した。しばらくはそのまま放置されていたが、2011年に不動産会社による調査が行われ、26階から上の部分に追加で建設する形で計画を再開した。
2012年には、ウォーターヴュータワー計画の際にはあったホテルや分譲マンションをなくし、高さも320mから190mへ、フロア数も88階から58階へ削減した新しい建設計画のもと工事が再開され、2014年に完成した。